# AS Togo-Port
Association Sportive Togo-Port w skrócie AS Togo-Port – togijski klub piłkarski grający w togijskiej pierwszej lidze, mający siedzibę w mieście Lomé.

## Sukcesy
- I liga[1]:
  - mistrzostwo (1): 2017.

- Puchar Togo[2]:
  - zwycięstwo (2): 2006, 2017.
  - finał (1): 2016.

## Występy w afrykańskich pucharach
| Sezon | Rozgrywki           | Runda              | Kraj              | Klub                 | Dom | Wyjazd | Dwumecz      |
| ----- | ------------------- | ------------------ | ----------------- | -------------------- | --- | ------ | ------------ |
| 2007  | Puchar Konfederacji | 1                  | Tunezja           | EGS Gafsa            | 1–1 | 0–2    | 1–3          |
| 2015  | Puchar Konfederacji | wstępna            | Kongo             | CARA Brazzaville     | 2–0 | 3–3    | 5–3          |
| 2015  | Puchar Konfederacji | 1                  | Maroko            | FUS Rabat            | 2–1 | 0–3    | 2–4          |
| 2018  | Liga Mistrzów       | wstępna            | Kongo             | AC Léopards          | 2–1 | 1–2    | 3–3 (k. 4–3) |
| 2018  | Liga Mistrzów       | 1                  | Sudan             | Al-Hilal Omdurman    | 2–0 | 1–3    | 3–3          |
| 2018  | Liga Mistrzów       | gr. C (4. miejsce) | Maroko            | Wydad Casablanca     | 0–0 | 0–3    | 0–3          |
| 2018  | Liga Mistrzów       | gr. C (4. miejsce) | Gwinea            | Horoya AC            | 1–2 | 1–2    | 2–4          |
| 2018  | Liga Mistrzów       | gr. C (4. miejsce) | Południowa Afryka | Mamelodi Sundowns FC | 1–0 | 1–2    | 2–2          |

## Stadion
Domowe mecze klub rozgrywa na stadionie o nazwie Stade Agoè-Nyivé w Lomé. Stadion może pomieścić 8500 widzów.

## Reprezentanci kraju grający w klubie
Stan na styczeń 2023.
| - Moïse Adjahli - Komlan Agbégniadan - Kparo Jarry Ahoro - Junior Akakpo - Gnama Akaté - Mohamed Alassani - Abdoul-Sabourh Bode - Richard Boro - Issifou Bourahana - Kodjo Djoumassesse - Kokou Ganké - Kokou Gazozo - Cyril Guedjé - Koffi Gueli | - Jean Robert Klomegan - James Loembe - Ougadja Mani - Éric Mensah - Bilal Moussa - Martin Nouwoklo - Efoé Novon - Victor Nukafu - Adewale Olufade - Abdoul Nassirou Omourou - Hakim Ouro-Sama - Eli Sewonou - Abdou Sémiou Tchatakora - Arissou Traoré |